# Vicent Marzà
Vicent Marzà Ibáñez (Castellón, 3 de marzo de 1983) es un profesor y político español, actualmente eurodiputado de Compromís dentro de la coalición Verdes - ALE. Anteriormente, fue consejero de Educación, Cultura y Deportes de la Generalidad Valenciana.

## Biografía
Maestro de las especialidades de inglés y francés de profesión, Vicent Marzà es diplomado en magisterio de educación primaria por la Universidad de Valencia y tiene un máster en Liderazgo de la Transformación Socioeducativa por la Universidad Ramon Llull. También tiene estudios no concluidos en Ingeniería Industrial por la Universidad Jaime I y el Institut National des Sciences Appliquées de Lyon (Francia), donde estuvo un año gracias al programa europeo Euruji. Al acabar sus estudios trabajó durante 4 años como maestro de Primaria e Inglés en el CEIP Carles Salvador de Castellón de la Plana, en el CEIP Margarita Xirgu de Badalona y en el CEIP Gaetà Huguet de Castellón de la Plana.
En el apartado social y político, Marzà formó parte de la junta directiva de la entidad Escola Valenciana y es militante del Bloc desde principios de los años 2000. También es miembro del consejo general de Compromís y durante la VIII legislatura fue su portavoz por Castellón. 
Además de valenciano y castellano (sus lenguas maternas), según recoge su curriculum vitae, también habla inglés y francés.

## Ideología
Vicent Marzà ha defendido públicamente una actualización del valencianismo desde el Bloc Nacionalista Valencià, la rama mayoritaria de la coalición Més Compromís, entendiendo este valencianismo como una herramienta para cambiarlo todo: «La ponencia dice que no es valencianista quien cree que se puede construir un país sobre la precariedad de las mujeres o las clases trabajadoras o la explotación del territorio; ser valencianista es avanzar con el pueblo y cohesionarlo y estamos convencidos de que servirá para traspasar fronteras, no solo territorialmente, sino de forma transversal».
Al mismo tiempo, Vicent Marzà ha defendido las tesis del pancatalanismo abogando por la creación "no solo cultural sino políticamente" de los países catalanes, y argumentando en favor del proceso soberanista catalán.

## Consejero de Educación, Investigación, Cultura y Deporte (2015 - 2019)
Tras las elecciones a las Cortes Valencianas de 2015, celebradas el 24 de mayo, Compromís triplicó sus resultados obteniendo 19 diputados, siendo Vicent Marzà uno de ellos. El pacto de gobierno entre PSPV, Compromís y Podemos permitió la formación de un gobierno conocido como Acuerdo del Botánico, en el que Marzà entró como consejero de Educación, Investigación, Cultura y Deporte, sin haber ocupado ningún cargo político antes.
Durante esta legislatura se pusieron en marcha varias iniciativas como un aumento del número de becas comedor, el descenso del ratio de alumnos por aula y una mayor inversión por alumno. También llevó a cabo una reducción del 15% en las tasas universitarias y la creación de "becas salario".

### Plan Edificant
En esta legislatura comenzaron diversos proyectos, como, el “Plan Edificant”, para acabar con la situación los colegios que se encontraran parcial o completamente integrados en módulos prefabricados. Se prevé la construcción de más de 200 colegios y la reforma de otros 500 entre los años 2018 y 2022, con un presupuesto inicial de 700 millones de euros que, en 2019, fue ampliado a un total de 1000 millones. A comienzos de 2019 el número de poblaciones adheridas a este plan era de 176.

### Banco de libros
Para combatir las dificultades de las familias para comprar libros de texto, la Consejería impulsó la creación del banco de libros gratuitos ‘Xarxa Llibres’ en los centros educativos, una medida de la que se han llegado a beneficiar casi 500 000 alumnos.

### Aulas gratuitas de 2 años
Más de 15 000 plazas gratuitas para el tramo de 2 años fueron creadas durante la primera legislatura de Vicent Marzà al frente de la Consejería.

### Contratación de más profesores
En esta legislatura se contrataron a más de 6000 nuevos docentes, llegando a cifras más altas que antes de los recortes en educación de anteriores gobiernos. Además se diseñó un calendario de oposiciones entre 2018 y 2021 con una oferta total de 13 000 plazas para desarrollar una política de estabilidad de plantillas en los centros educativos.

### Sentencias judiciales en contra
Desde finales de 2016, el Tribunal Superior de Justicia de la Comunidad Valenciana publicó al menos 42 sentencias contra las políticas adoptadas por la Consellería de Marzá, anulando recortes de conciertos, el decreto de plurilingüismo o el veto al alumnado de universidades privadas en las prácticas.

## Consejero de Educación, Cultura y Deporte
Tras las elecciones a las Cortes Valencianas de 2019, Vicent Marzà volvió a ser elegido diputado y fue nombrado Consejero de Educación, Cultura y Deporte, sin la parte destinada a la investigación y universidades.

### Crisis del COVID-19
Durante la pandemia del COVID-19 fue decretada la suspensión de las clases presenciales en España. Para garantizar la continuidad del aprendizaje, la Consejería de Educación elaboró el denominado 'Plan MULAN', una serie de plataformas en línea para impartir la docencia separadas según el nivel educativo para evitar cualquier problema de sobrecarga de los servidores de la Generalidad Valenciana. Cabe recordar que el sistema educativo valenciano utiliza sus propias plataformas en línea para proteger los datos privados y personales de todo el alumnado. Asimismo, también se dotó de tabletas con internet integrado a 14 000 alumnos sin acceso a la red o dispositivos, facilitando así el acceso a las clases en línea.
Por otra parte, la Consejería garantizó el pago de cocina y monitores de comedor escolar para evitar que las empresas realizaran un ERTE, además de crear el cheque-vale comedor para garantizar la alimentación de 60 000 alumnos.
Otras medidas que se llevaron a cabo fueron 'reaCtivem', un plan para salvaguardar el futuro laboral de todos los profesionales de la cultura, la guía #EnsQuedemACasa, para hacer más llevadero el confinamiento a las familias con estudiantes o 'Rebost Digital', una web donde todo el profesorado podía descargarse y colgar recursos para compartirlos con toda la comunidad educativa.

### Curso 2020/21
Para el inicio del primer curso con la pandemia del COVID-19 todavía activa, la Consejería de Educación contrató a 4374 profesores más para poder bajar las ratios en las aulas valencianas en un plan elaborado centro por centro y cumplir así con las medidas marcadas por las autoridades sanitarias. Además se adquirió 40 000 dispositivos electrónicos para los centros educativos en caso de sufrir confinamientos parciales o totales.
En este curso la Comunidad Valenciana fue la única que pactó con profesores y representantes de las familias un plan de 'vuelta al cole' con un protocolo específico elaborado por la Consejería de Sanidad.

### Curso 2021/22
Para el inicio del curso 2021/22, se aumentó el nuevo profesorado hasta un 15%, siendo la comunidad autónoma que más incrementó este refuerzo y una de las tres que no disminuyó en profesorado pese a la atenuación de la pandemia.

## Eurodiputado (2024-)
Se presentó en la candidatura de Sumar para las elecciones al Parlamento Europeo de 2024 en España, obteniendo su escaño de eurodiputado.

## Nota
1. ↑  Consejero de Educación, Cultura, Deportes e Investigación entre el 30 de junio de 2015 y el 17 de junio de 2019, y consejero de Educación, Cultura y Deportes desde entonces hasta el 14 de mayo de 2022.